# 데이비드 밴터풀
데이비드 밴터풀(David Vanterpool, 1973년 3월 31일 ~ )은 미국 프로 농구 코치이자 전직 선수이다. 현재 NBA(전미 농구 협회)의 워싱턴 위저즈(Washington Wizards)의 보조 코치로 재직하고 있다. 선수 생활 동안 몬테파스키 시에나와 함께 뛰면서 2003-04 시즌 동안 올 유로리그 세컨드 팀의 선택을 받았다.

## 대학 경력
밴터풀은 메릴랜드주 실버스프링 (메릴랜드주)에 있는 몽고메리 블레어 고등학교에서 고등학교 농구를 한 후 1991년부터 1995년 사이에 세인트 보나벤처 대학교에서 세인트 보나벤처 보니스와 함께 대학 농구를 했다. 10여년 만에 처음으로 내셔널 인비테이션 토너먼트(NIT)에 참가했다.